# Kyma (řeka)
Kyma (rusky Кыма) je řeka v Archangelské oblasti v Rusku. Je 219 km dlouhá. Povodí má rozlohu 2630 km².

## Průběh toku
Teče kopcovitou krajinou. Je pravým přítokem řeky Mezeň (úmoří Bílého moře).

## Vodní stav
Zdroj vody je smíšený s převahou sněhového.